# Non ho l'età (film)
Non ho l'età è un film per la televisione, diretto da Giulio Base e avente come protagonisti Marco Columbro (Giulio) e Eliana Miglio (Elisabetta). È stato trasmesso per la prima volta da Canale 5 il 30 gennaio 2001. 
Il film ha avuto un sequel, intitolato Non ho l'età 2, trasmesso il 3 marzo 2002 sempre da Canale 5.

## Trama
Giulio (Marco Columbro) è al suo ultimo incarico come autista di autobus prima di cambiare lavoro; abituato a lavorare con i bambini come conducente per gite scolastiche, nel suo ultimo giorno di lavoro deve accompagnare a Roma un gruppo di anziani ma fin troppo arzilli ospiti di una casa di riposo (Raffaele Pisu, Enzo Cannavale, Novello Novelli, Paolo Paoloni, Enzo Garinei).
In questa occasione incontra Elisabetta (Eliana Miglio), della quale, nonostante un iniziale conflitto, si innamora.

## Ascolti
| Prima TV Italia | Telespettatori | Share  |
| --------------- | -------------- | ------ |
| 30 gennaio 2001 | 5.754.000      | 20.55% |